# Чото (Монтана)
Чото (англ. Choteau) — місто (англ. city) в США, в окрузі Тетон штату Монтана. Населення — 1721 особа (2020).

## Географія
Чото розташоване за координатами 47°48′57″ пн. ш. 112°10′34″ зх. д. / 47.81583° пн. ш. 112.17611° зх. д. (47.815834, -112.176245).  За даними Бюро перепису населення США в 2010 році місто мало площу 4,73 км², уся площа — суходіл. В 2017 році площа становила 3,77 км², уся площа — суходіл.

### Клімат
| Клімат : Чото                      | Клімат : Чото | Клімат : Чото | Клімат : Чото | Клімат : Чото | Клімат : Чото | Клімат : Чото | Клімат : Чото | Клімат : Чото | Клімат : Чото | Клімат : Чото | Клімат : Чото | Клімат : Чото | Клімат : Чото |
| Показник                           | Січ.          | Лют.          | Бер.          | Квіт.         | Трав.         | Черв.         | Лип.          | Серп.         | Вер.          | Жовт.         | Лист.         | Груд.         | Рік           |
| Абсолютний максимум, °C            | 23,9          | 22,2          | 27,8          | 30,0          | 33,3          | 36,1          | 40,6          | 41,1          | 35,6          | 32,2          | 26,7          | 25,6          | 41,1          |
| Середній максимум, °C              | 0,9           | 4,0           | 7,9           | 13,3          | 18,5          | 23,2          | 27,2          | 27,2          | 21,3          | 15,2          | 5,8           | 2,1           | 13,9          |
| Середня температура, °C            | −4,7          | −2,1          | 1,7           | 6,6           | 11,6          | 16,0          | 19,1          | 18,9          | 13,6          | 8,4           | 0,6           | −3,4          | 7,2           |
| Середній мінімум, °C               | −10,4         | −8,1          | −4,6          | −0,2          | 4,6           | 8,8           | 10,9          | 10,6          | 5,9           | 1,5           | −4,7          | −8,8          | 0,5           |
| Абсолютний мінімум, °C             | −42,2         | −45,6         | −37,8         | −26,7         | −13,3         | −2,2          | −2,2          | −1,7          | −20,6         | −26,1         | −34,4         | −41,7         | −45,6         |
| Норма опадів, мм                   | 6             | 5             | 9             | 18            | 51            | 55            | 33            | 35            | 25            | 13            | 6             | 6             | 262           |
| ---------------------------------- | ------------- | ------------- | ------------- | ------------- | ------------- | ------------- | ------------- | ------------- | ------------- | ------------- | ------------- | ------------- | ------------- |
| Джерело: NOAA (normals, 1971–2000) |               |               |               |               |               |               |               |               |               |               |               |               |               |

## Демографія
Згідно з переписом 2010 року, у місті мешкали 1684 особи в 791 домогосподарстві у складі 441 родини. Густота населення становила 356 осіб/км².  Було 888 помешкань (188/км²).
Расовий склад населення:
| - 95,0 % — білих - 2,1 % — корінних американців - 0,2 % — азіатів - 0,1 % — вихідців з тихоокеанських островів |

До двох чи більше рас належало 2,3 %. Частка іспаномовних становила 1,7 % від усіх жителів.
За віковим діапазоном населення розподілялося таким чином: 19,5 % — особи молодші 18 років, 54,7 % — особи у віці 18—64 років, 25,8 % — особи у віці 65 років та старші. Медіана віку мешканця становила 49,1 року. На 100 осіб жіночої статі у місті припадало 86,7 чоловіків;  на 100 жінок у віці від 18 років та старших — 86,5 чоловіків також старших 18 років.
Середній дохід на одне домашнє господарство  становив 49 358 доларів США (медіана — 38 529), а середній дохід на одну сім'ю — 66 527 доларів (медіана — 58 864). За межею бідності перебувало 13,3 % осіб, у тому числі 19,4 % дітей у віці до 18 років та 8,7 % осіб у віці 65 років та старших.
Цивільне працевлаштоване населення становило 759 осіб. Основні галузі зайнятості: освіта, охорона здоров'я та соціальна допомога — 32,8 %, роздрібна торгівля — 20,8 %, мистецтво, розваги та відпочинок — 10,3 %, публічна адміністрація — 10,1 %.